# Coleocarya
Coleocarya é um género botânico pertencente à família Restionaceae.